# Wilhelm III. (Sizilien)
Wilhelm III. von Sizilien (* um 1185; † um 1198 in Alt-Ems) war der vorletzte normannische König von Sizilien und stammte aus einer illegitimen Linie des Hauses Hauteville. Er musste seiner Großtante Konstanze von Sizilien, der letzten legitimen Angehörigen der Dynastie, und deren Mann Kaiser Heinrich VI. weichen.

## Leben

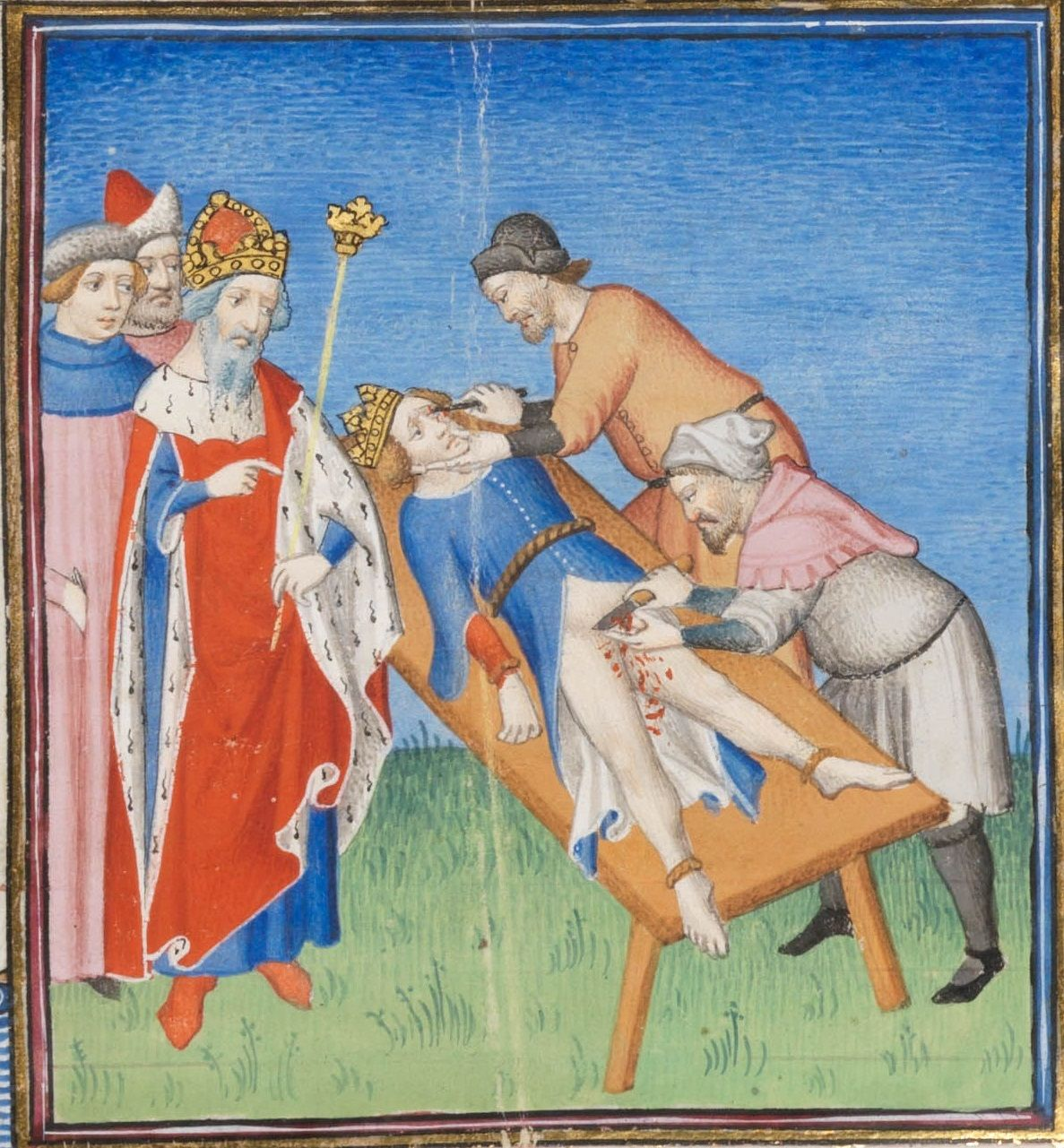
Kaiser Heinrich VI. lässt König Wilhelm III. von Sizilien blenden und kastrieren (Des cas des nobles hommes et femmes [fol. 169r] von Giovanni Boccaccio, 15. Jhd., Bibliothèque de Genève Ms. fr. 190/2).

Er war der Sohn von Tankred von Lecce und Sibylle von Acerra. Als sein Vater im Februar 1194 starb, war Wilhelm noch unmündig. So übernahm seine Mutter die Vormundschaft.
Kaiser Heinrich VI. beanspruchte aufgrund seiner Ehe mit Konstanze von Sizilien ebenfalls den sizilianischen Königsthron. Im August 1194 marschierte Heinrich VI. mit einem Heer in Neapel ein. Sibylle musste Wilhelm und seine Schwestern im Kastell von Caltabellotta in Sicherheit bringen und, nachdem Heinrich VI. im November 1194 Palermo erobert hatte, auch selbst dorthin fliehen, während Heinrich den sizilianischen Kronschatz erbeutete.
Heinrich VI. bot Sibylle für den Verzicht auf das Königreich die Grafschaft Lecce und Wilhelm III. das Fürstentum Tarent an, was von Sybille angenommen und von Heinrich in der Vereinbarung von Caltabellotta im Dezember 1194 bestätigt wurde.
Sybille war mit Wilhelm bei der Krönung Heinrichs zum König von Sizilien am 25. Dezember 1194 in der Kathedrale von Palermo anwesend. Wilhelm legte persönlich die Krone in die Hände Heinrichs.
Unter der Anschuldigung, ein Komplott gegen Heinrich organisiert zu haben, wurden die königliche Familie und zahlreiche Barone am 29. Dezember 1194 gefangen genommen. Wilhelm wurde Konrad von Lützelhardt übergeben und auf die staufische Burg Alt-Ems (heute Hohenems in Vorarlberg) gebracht. Dort soll er geblendet und kastriert worden sein. Sibylle und ihre drei Töchter wurden in das elsässische Nonnenkloster Hohenberg verbracht, von wo aus sie später nach Frankreich fliehen konnten. Sein Todesdatum ist nicht überliefert, aus einigen Briefen von Papst Coelestin III. geht jedoch hervor, dass er wahrscheinlich 1198 starb.